# Дам, Себастьян
Себастьян Дам (дат. Sebastian Dahm; род. 28 февраля 1987, Копенгаген) — датский хоккеист, вратарь австрийского клуба «Клагенфурт» и сборной Дании.

## Карьера
С ранних лет вошёл в систему датского клуба «Рёдовре», затем шведского клуба «Мальме». В 18 лет Дам уехал в Канаду, его выбрал «Бельвиль Буллз» в первом раунде драфта CHL под общим 49-м номером. В течение 5 лет он выступал за различные североамериканские команды. В 2008-2009 гг. вратарь провел один сезон в АХЛ за «Сиракьюз Кранч». В 2010 году вернулся на родину в «Эсбьерг». Однако вскоре Дам перешёл в «Редовре».

### Международная
Несколько раз входил в состав сборной Дании на Чемпионаты мира. Однако на них Дам считался запасным вратарем. Лишь на первенстве планеты 2015 года ему удалось стать основным голкипером сборной. На турнире вратарь провел несколько хороших игр, а по окончании группового турнира имел один из самых высоких коэффициентов надежности среди всех голкиперов.

## Семья
Отец Себастьяна Дама Ким Андерсен почти 20 лет защищал ворота «Редовре» и 4 раза сыграл за сборную Дании на чемпионатах мира в низших группах.. Мать Себастьяна Дама — немка, он имеет двойное гражданство.